# Ipsibuffonella
Ipsibuffonella är ett släkte av mossdjur. Ipsibuffonella ingår i familjen Buffonellodidae.
Kladogram enligt Catalogue of Life:
| Ipsibuffonella | \| \| Ipsibuffonella hyalina \| \| \| \| \| \| Ipsibuffonella repens \| \| \| \| |
|                | \| \| Ipsibuffonella hyalina \| \| \| \| \| \| Ipsibuffonella repens \| \| \| \| |
|                | Aimulosia                                                                        |
|                |                                                                                  |
|                | Buffonellodes                                                                    |
|                |                                                                                  |
|                | Maiabuffonella                                                                   |
|                |                                                                                  |
|                | Ipsibuffonella hyalina                                                           |
|                |                                                                                  |
|                | Ipsibuffonella repens                                                            |
|                |                                                                                  |

|  | Ipsibuffonella hyalina |
|  |                        |
|  | Ipsibuffonella repens  |
|  |                        |